# Voile aux Jeux olympiques d'été de 2024
Pour des articles plus généraux, voir Jeux olympiques d'été de 2024 et Voile aux Jeux olympiques.
Navigation
Tokyo 2020 Los Angeles 2028
Les épreuves de voile des Jeux olympiques d'été de 2024 ont lieu à Marseille, en France du 28 juillet au 8 août 2024. Dix épreuves figurent au programme de cette compétition (4 masculines, 4 féminines et 2 mixtes).

## Organisation

### Site des compétitions
| \| Paris Marseille \| Localisation des villes de Paris et Marseille. |
| Paris Marseille                                                      |

Les épreuves de voile ont lieu à la Marina olympique du Roucas-Blanc, à Marseille, sur la côte méditerranéenne, à environ 660 km au sud de Paris.

### Les épreuves
Par rapport aux Jeux précédents, une épreuve masculine est remplacée par une épreuve mixte de sorte à atteindre la parité hommes / femmes. Par ailleurs, deux nouvelles épreuves seront disputées dans la Marina olympique de Marseille : la planche à voile IQFoil en remplacement du RS:X et le Formula kite.
| Épreuves                  | Épreuves            | Hommes            | Hommes             | Femmes            | Femmes             | Mixte             | Mixte              |
| Épreuves                  | Épreuves            | Nombre de bateaux | Nombre de sportifs | Nombre de bateaux | Nombre de sportifs | Nombre de bateaux | Nombre de sportifs |
| ------------------------- | ------------------- | ----------------- | ------------------ | ----------------- | ------------------ | ----------------- | ------------------ |
| Dériveur solitaire        | Laser ILCA 7        | X                 |                    |                   |                    |                   |                    |
| Dériveur solitaire        | Laser radial ILCA 6 |                   |                    | X                 |                    |                   |                    |
| Skiff double              | 49er                | X                 |                    |                   |                    |                   |                    |
| Skiff double              | 49er FX             |                   |                    | X                 |                    |                   |                    |
| Planche à voile à foils   | IQFoil              | X                 |                    | X                 |                    |                   |                    |
| Kitesurf à foils          | Formula Kite (en)   | X                 |                    | X                 |                    |                   |                    |
| Multicoque à foils double | Nacra 17            |                   |                    |                   |                    | X                 |                    |
| Dériveur double           | 470                 |                   |                    |                   |                    | X                 |                    |

### Calendrier
| Épreuve ↓ / Date → | Épreuve ↓ / Date → | Juillet | Juillet | Juillet | Juillet | Août | Août | Août | Août | Août | Août | Août | Août | Août |
| Épreuve ↓ / Date → | Épreuve ↓ / Date → | Di 28   | Lu 29   | Ma 30   | Me 31   | Je 1 | Ve 2 | Sa 3 | Di 4 | Lu 5 | Ma 6 | Me 7 | Je 8 | Ve 9 |
| ------------------ | ------------------ | ------- | ------- | ------- | ------- | ---- | ---- | ---- | ---- | ---- | ---- | ---- | ---- | ---- |
| Hommes             | Laser              |         |         |         |         | R    | R    | R    | R    | R    | CM   |      |      |      |
| Hommes             | 49er               | R       | R       | R       | R       | CM   |      |      |      |      |      |      |      |      |
| Hommes             | IQFoil             | R       | R       | R       |         | R    | CM   |      |      |      |      |      |      |      |
| Hommes             | Formula Kite       |         |         |         |         |      |      |      | R    | R    | R    | R    | CM   | CM   |
| Femmes             | Laser Radial       |         |         |         |         | R    | R    | R    | R    | R    | CM   |      |      |      |
| Femmes             | 49er FX            | R       | R       | R       | R       | CM   |      |      |      |      |      |      |      |      |
| Femmes             | IQFoil             | R       | R       | R       |         | R    | CM   |      |      |      |      |      |      |      |
| Femmes             | Formula Kite       |         |         |         |         |      |      |      | R    | R    | R    | R    | CM   |      |
| Mixte              | Nacra 17           |         |         |         |         |      |      | R    | R    | R    | R    | CM   |      |      |
| Mixte              | 470                |         |         |         |         |      |      | R    | R    | R    | R    | CM   |      |      |

| - R : régates - CM : courses aux médailles |

## Participation

### Participants
- Algérie (1)
- Allemagne (14)
- Angola (3)
- Antigua-et-Barbuda (1)
- Argentine (7)
- Aruba (2)
- Australie (12)
- Autriche (9)
- Belgique (8)
- Bermudes (1)
- Brésil (12)
- Canada (6)
- Chili (2)
- Chine (13)
- Chypre (4)
- Colombie (1)
- Corée du Sud (1)
- Croatie (6)
- Danemark (9)
- Égypte (2)
- Espagne (13)
- Estonie (2)
- États-Unis (13)
- Fidji (2)
- Finlande (7)
- France (14)
- Grande-Bretagne (14)
- Grèce (4)
- Guatemala (1)
- Hong Kong (5)
- Hongrie (2)
- Îles Caïmans (1)
- Îles Vierges britanniques (1)
- Inde (2)
- Irlande (4)
- Israël (8)
- Italie (12)
- Japon (7)
- Koweït (1)
- Lituanie (2)
- Malaisie (2)
- Maurice (2)
- Mexique (2)
- Monténégro (1)
- Mozambique (1)
- Norvège (5)
- Nouvelle-Zélande (12)
- Pays-Bas (11)
- Pérou (3)
- Pologne (10)
- Porto Rico (1)
- Portugal (4)
- Roumanie (1)
- Sainte-Lucie (1)
- Salvador (1)
- Samoa (2)
- Singapour (2)
- Slovaquie (1)
- Slovénie (6)
- Suède (8)
- Suisse (7)
- Tchéquie (3)
- Thaïlande (4)
- Turquie (8)
- Uruguay (3)

## Résultats
| Épreuve      | Or                                          | Argent                                              | Bronze                                           |
| ------------ | ------------------------------------------- | --------------------------------------------------- | ------------------------------------------------ |
| Hommes       |                                             |                                                     |                                                  |
| Laser        | Matthew Wearn (AUS)                         | Pavlos Kontides (CYP)                               | Stefano Peschiera (PER)                          |
| 49er         | Espagne- Diego Botín - Florián Trittel      | Nouvelle-Zélande- Isaac McHardie - William McKenzie | États-Unis- Ian Barrows - Hans Henken            |
| IQFoil       | Tom Reuveny (ISR)                           | Grae Morris (AUS)                                   | Luuc van Opzeeland (NED)                         |
| Formula Kite | Valentin Bontus (AUT)                       | Toni Vodišek (SLO)                                  | Maximilian Maeder (SIN)                          |
| Femmes       |                                             |                                                     |                                                  |
| Laser Radial | Marit Bouwmeester (NED)                     | Anne-Marie Rindom (DEN)                             | Line Flem Høst (NOR)                             |
| 49er FX      | Pays-Bas- Odile van Aanholt - Annette Duetz | Suède- Vilma Bobeck - Rebecca Netzler               | France- Sarah Steyaert - Charline Picon          |
| IQFoil       | Marta Maggetti (ITA)                        | Sharon Kantor (ISR)                                 | Emma Wilson (GBR)                                |
| Formula Kite | Ellie Aldridge (GBR)                        | Lauriane Nolot (FRA)                                | Annelous Lammerts (NED)                          |
| Mixte        |                                             |                                                     |                                                  |
| Nacra 17     | Italie- Ruggero Tita - Caterina Banti       | Argentine- Mateo Majdalani - Eugenia Bosco          | Nouvelle-Zélande- Micah Wilkinson - Erica Dawson |
| 470          | Autriche- Lara Vadlau Lukas Mähr            | Japon- Keiju Okada Miho Yoshioka                    | Suède- Anton Dahlberg Lovisa Karlsson            |

## Tableau des médailles
- Pays organisateur (France)

| Rang  | Nation           | Or | Argent | Bronze | Total |
| ----- | ---------------- | -- | ------ | ------ | ----- |
| 1     | Pays-Bas         | 2  | 0      | 2      | 4     |
| 2     | Autriche         | 2  | 0      | 0      | 2     |
| 2     | Italie           | 2  | 0      | 0      | 2     |
| 4     | Australie        | 1  | 1      | 0      | 2     |
| 4     | Israël           | 1  | 1      | 0      | 2     |
| 6     | Grande-Bretagne  | 1  | 0      | 1      | 2     |
| 7     | Espagne          | 1  | 0      | 0      | 1     |
| 8     | France           | 0  | 1      | 1      | 2     |
| 8     | Nouvelle-Zélande | 0  | 1      | 1      | 2     |
| 8     | Suède            | 0  | 1      | 1      | 2     |
| 11    | Argentine        | 0  | 1      | 0      | 1     |
| 11    | Chypre           | 0  | 1      | 0      | 1     |
| 11    | Danemark         | 0  | 1      | 0      | 1     |
| 11    | Japon            | 0  | 1      | 0      | 1     |
| 11    | Slovénie         | 0  | 1      | 0      | 1     |
| 16    | États-Unis       | 0  | 0      | 1      | 1     |
| 16    | Norvège          | 0  | 0      | 1      | 1     |
| 16    | Pérou            | 0  | 0      | 1      | 1     |
| 16    | Singapour        | 0  | 0      | 1      | 1     |
| Total | Total            | 10 | 10     | 10     | 30    |